# Гранулоцитарний анаплазмоз людини
Гранулоцитарний анапламоз / ерліхіоз людини (англ. Human granulocytic ehrlichiosis / anaplasmosis) — інфекційна хвороба з групи ерліхіозів, яку переносять кліщі. Причиною хвороби є Anaplasma phagocytophilum / Ehrlichia phagocytophilum / E. equi та E. microti.
Бактерії уражають нейтрофіли, спричиняючи зміни в експресії генів, які регулюють тривалість життя цих кров'яних клітин.

## Етіологія
Види Anaplasma є грамнегативними бактеріями, мають діаметр від 0,5 до 2 мм і ведуть обов'язкове внутрішньоклітинне існування всередині цитоплазматичних вакуолей, де вони діляться шляхом подвійного поділу, утворюючи скупчення бактерій, які називають морулами.
Багато видів Anaplasma проводять частину свого нормального життєвого циклу в організмі-хазяїні з членистоногих, найчастіше у кліщів із твердим панциром. Трансоваріальна передача видів Anaplasma виявляється неефективною у кліщів, і тому вважається, що ссавці-хазяї відіграють важливу роль у підтримці та розмноженні видів Ehrlichia у природі.
Інфекції людини мікроорганізмами цієї родини вперше були виявлені та визнані в 1953 році, при цьому рід спочатку класифікувався як Neorickettsia, з 1986 року — Ehrlichia, а з 1990 року — Anaplasma.
Багато основних поверхневих білків містяться в Anaplasma, а ті, які взаємодіють, в основному можна знайти в A. marginale та A. phagocytophilum. Існує багато різних фенотипових ознак, які пов'язані з певними білками, оскільки кожен може інфікувати певних тварин лише за певних умов. A. phagocytophilum уражає найширший набір живих істот, включаючи людей, і в усьому світі. A. marginale еволюціонував, щоб бути більш специфічним щодо зараження тварин, таких як олені та велика рогата худоба в субтропіках і тропіках. Основна відмінність між цими двома полягає в тому, що клітиною-хазяїном для A. phagocytophilum є гранулоцити, тоді як клітиною-хазяїном для A. marginale є еритроцити. Цілком імовірно, що вони спільно еволюціонували.
Anaplasma можуть інфікувати співпрацювати не тільки хребетних, але й безхребетних, завдяки чому ці фенотипи еволюціонують швидше за інших, оскільки на них діє багато селективних сил.

## Епідеміологічні особливості
Основним резервуаром для A. phagocytophilum у східній частині США є білоногі миші Peromyscus leucopus. Ерліхіози є зоонозами, коли уражаються собаки, вівці, кози, велика рогата худоба та коні.
Переносниками хвороби є кліщі комплексу видів Ixodes ricinus, включаючи Ixodes scapularis та Ixodes pacificus у Північній Америці. Ці кліщі також є переносниками хвороби Лайма, кліщового енцефаліту, бабезіозу, енцефаліту Повассан тощо. Окрім Північної Америки, повідомлялося про лабораторно підтверджені випадки хвороби у пацієнтів зі Словенії, Нідерландів і Швеції.
Сероепідеміологічні дослідження показали, що у більшості пацієнтів, які інфікуються збудником, розвивається легка або навіть субклінічна хвороба, яка зникає спонтанно без специфічної антибіотикотерапії. Приблизно у 50% інфікованих пацієнтів зберігаються підвищені титри антитіл до збудника протягом 3-х років після інфікування. Таким чином, цілком імовірно, що пацієнти, у яких розвиваються та зберігаються високі сироваткові титри антитіл до збудників протягом тижнів або місяців після хвороби, можуть бути захищені від повторного зараження.

## Патогенез
Переважними клітинами-хазяїнами є гранулоцитарні лейкоцити, але негематологічні клітинні лінії також можуть інфікуватися  пошкоджуватися при тяжкому перебігу захворювання.
Наразі немає клінічних доказів того, що нелікований гранулоцитарний анаплазмо може перерости в хронічне захворювання. Таким чином, стійко підвищені титри антитіл слід інтерпретувати як доказ перенесеної хвороби, а не тривалого не закінченого інфекційного процесу. Довгостроковий прогноз видається сприятливим, і слід очікувати повного одужання інфікованих пацієнтів. 

## Клінічні прояви
Досить часто можливий безсимптомний перебіг, про що свідчать спостереження в зонах підвищеного ризику. У симптомних випадках інкубаційний період становить 7–10 днів, і у інфікованих пацієнтів хвороба починається гостро, характеризується гарячкою (температура тіла >39 °C), ознобом, міалгіями, сильним головним болем і нездужанням. Багато пацієнтів також скаржаться на анорексію, артралгії, нудоту та непродуктивний кашель. Прояви з боку шлунково-кишкового тракту виникають менш ніж у половини пацієнтів, а висип на шкірі спостерігається у менш ніж 10 % пацієнтів. Незважаючи на те, що люди будь-якого віку можуть заразитися, хвороба зазвичай тяжче перебігає у старіючих людей або тих, хто має  ослаблений імунітет. Деякі тяжкі ускладнення можуть включати дихальну і ниркову недостатність, вторинні інфекції

## Діагностика
Асоціація КПДО (CAFÉ) (Консенсусний підхід до ерліхіозів), яка складається з епідеміологів, інфекціоністів, мікробіологів і патологів, визначила випадки можливого, ймовірного та підтвердженого гранулоцитарного анапламозу людини. Діагноз можливої хвороби ґрунтується на комбінації факту кусу кліща, клінічних проявів, що включають задокументовану гарячку, а також зміни в результатах рутинних лабораторних аналізів крові. Пацієнти, які відповідають епідеміологічним, клінічним і лабораторним критеріям, повинні розпочати специфічне лікування антибіотиками та пройти подальші лабораторні дослідження для ретроспективного підтвердження клінічного діагнозу.
У середньотяжких і тяжких випадках спостерігається тромбоцитопенія, лейкопенія, підвищення активності амінотрансфераз у сироватці крові. Клінічно хвороба практично не відрізняється від моноцитарного ерліхіозу людини, інфекції, спричиненої Ehrlichia chaffeensis, та інших кліщових захворювань, таких як хвороба Лайма. Оскільки серологічні дослідження можуть бути негативними в гострому періоді, полімеразна ланцюгова реакція дуже корисна для діагностики.

## Лікування
Культивування вірусу in vitro проводиться лише в кількох лабораторіях охорони здоров'я та дослідницьких лабораторіях. Тому рекомендації щодо лікування антибіотиками були емпірично засновані на клінічному досвіді застосування препаратів, які добре діють in vivo. Тетрациклін і доксициклін продемонстрували помітну активність проти цього вірусу in vitro, а також in vivo, хоча останній був переважним через кращий фармакокінетичний профіль і кращу переносимість пацієнтами.

## Профілактика
Інсектицидні спреї для шкіри та обробка одягу репелентами від кліщів є важливими засобами для зниження ризику прикріплення їх після контакту. Передача збудника від кліща до людини-хазяїна вимагає мінімального періоду прикріплення принаймні 24 години. Таким чином, ризик передачі збудника від кліща-переносника до людини-хазяїна можна істотно знизити, виконуючи щоденні огляди всіх ділянок шкіри та швидко видаляючи прикріплених кліщів.